# 国鉄3050形蒸気機関車

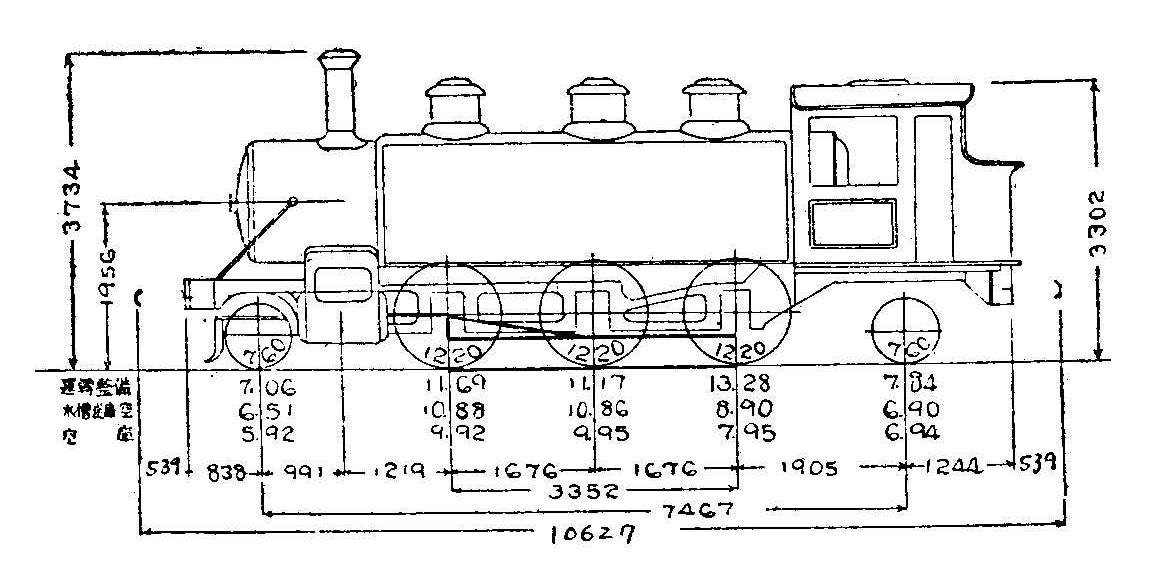
形式図

3050形は、かつて日本国有鉄道の前身である鉄道院・鉄道省に在籍したタンク式蒸気機関車である。

## 概要
元は、参宮鉄道が1907年（明治40年）2月にアメリカ合衆国のボールドウィン・ロコモティブ・ワークスから2両（製造番号 29955, 29956）を輸入した2気筒単式の飽和式タンク機関車で、3形（9, 10）と称した。同年10月に参宮鉄道が国有化されたのにともない、官設鉄道籍を得たものである。国有化を受けて1909年（明治42年）に実施された鉄道院の車両称号規程では、3050形（3050, 3051）に改番された。
ボールドウィン社内における規格は、10-26 1/4D、車軸配置は2-6-2(1C1)で、同じくボールドウィン製で同一規格の旧北海道炭礦鉄道の3060形とは、水タンクの容量が異なり、サイドタンクが大型で背が高かった程度で酷似した外観となっている。
国有化後も、山田庫に所属して旧参宮鉄道の路線で使用されたが、1918年（大正7年）ごろに神戸と兵庫に転属して入換用となり、その後、有馬線や信楽線などで使用され、晩年は梅小路庫に所属した。廃車は2両とも、1934年（昭和9年）8月で、両車とも小倉鉄道に払下げられた。ここでは国有鉄道時代の形式番号のまま使用されたが、3051は1942年（昭和17年）に小名浜臨港鉄道に譲渡され、C512に改番のうえ1952年（昭和27年）まで使用された。残った3050は、1943年（昭和18年）の戦時買収により再び国有鉄道籍となったが、1948年（昭和23年）に廃車解体された。

## 主要諸元
- 全長 : 10,656mm
- 全高 : 3,734mm
- 全幅 : 2,546mm
- 軌間 : 1,067mm
- 車軸配置：2-6-2(1C1)
- 動輪直径 : 1,219mm
- 弁装置 : スチーブンソン式アメリカ型
- シリンダー（直径×行程） : 406mm×559mm
- ボイラー圧力 : 11.3kg/cm2
- 火格子面積 : 1.73m2
- 全伝熱面積 : 89.0m2
  - 煙管蒸発伝熱面積 : 81.5m2
  - 火室蒸発伝熱面積 : 7.5m2
- ボイラー水容量 : 2.4m3
- 小煙管（直径×長サ×数） : 51mm×3,023mm×169本
- 機関車運転整備重量 : 51.04t
- 機関車空車重量 : 40.68t
- 機関車動輪上重量（運転整備時） : 36.14t
- 機関車動輪軸重（第3動輪上） : 13.28t
- 水タンク容量 : 5.4m3
- 燃料積載量 : 1.58t
- 機関車性能
  - シリンダ引張力 : 7,200kg
- ブレーキ装置：手ブレーキ、蒸気ブレーキ